# Dungeons & Dragons: Betyárbecsület
A Dungeons & Dragons: Betyárbecsület (eredeti cím: Dungeons & Dragons: Honor Among Thieves) 2023-as amerikai–kanadai fantasy akció-filmvígjáték, amelyet Jonathan Goldstein és John Francis Daley rendezett. A főbb szerepekben Chris Pine, Michelle Rodriguez, Regé-Jean Page, Justice Smith, Sophia Lillis, Hugh Grant látható.
A filmet az Amerikai Egyesült Államokban 2023. március 31-én, míg Magyarországon egy nappal korábban mutatták be a mozikban.

## Cselekmény
Edgin Darvis éveken át a Hárfások tagjaként dolgozott, amíg a feleségét meg nem ölte egy vörös varázsló, akivel egy küldetésen szembekerült. A barbár Holga Kilgore kíséretében Edgin úgy próbált új életet teremteni magának és lányának, Kirának, hogy lopáshoz fordult, és csapatot alkotott az amatőr varázsló Simon Aumarral valamint a szélhámos Forge Fitzwilliammel. Egy küldetésük során beszivárogtak egy egykori Hárfás-erődbe, hogy megszerezzék a feltámasztási táblát, amely lehetővé tette volna Edgin számára, hogy feltámassza a feleségét, azonban Forge új ismerőséről, Sofináról kiderül, hogy egy vörös varázsló, aki a betörést arra használja fel, hogy valami mást is ellopjon az erődből. Simon és Forge el tudnak menekülni, de Edgin és Holga fogságba esnek.
Két évvel később megszöknek a börtönből, és megtudják, hogy Forge Kira gyámjaként tevékenykedett, és Neverwinter ura lett. Forge azt állítja, hogy Edgint azért fogták el, mert csak gazdag akart lenni, ahelyett, hogy felfedte volna a betörés valódi okát, Kira anyjának feltámasztási tábláját. Amikor Forge megpróbálja kivégeztetni Edgint és Holgát, ők megszöknek, és úgy döntenek, hogy új csapatot toboroznak, hogy betörjenek Forge páncéltermébe, és megszerezzék a feltámadás tábláját bizonyítékként arra, hogy Edgin igazat mond. Felkutatják Simont, hogy felhasználhassák mágikus szakértelmét, és Simon Doricot, egy mélységi druidát javasolja további tagnak.
Doric állati alakváltoztatása lehetővé teszi a csoport számára, hogy felderítse a páncélterem körüli védelmet, de Simon kijelenti, hogy nincs elég ereje ahhoz, hogy hatástalanítsa a bonyolult varázslatokat. Holga felidézve egy mesét egy olyan ereklyéről, amelyet a népe talált, és amely ilyen erővel rendelkezne, egy régi temetőbe vezeti őket, ahol Simon egy talizmán segítségével kikérdezi a halottakat. Megerősítve, hogy a katonák az utolsó csatájukban menteni próbálták a keresett sisakot, a csoport Xenk Yandarhoz, egy paladinhoz és a Thay túlélőjéhez vezeti vissza az ereklyét, miután a vörös varázslók elpusztították az országukat.
Xenk elvezeti a csoportot a földalatti városba, ahol az ereklyét hagyta, ami egyben azt is eredményezi, hogy Simon megkapja a Oda és vissza botot, amely lehetővé teszi a rövidtávú teleportálást. A sisak visszaszerzésével Xenk távozik, de Simonnak gondot okoz az ereklyére hangolódás. Edgin egy új tervet javasol, amelyben a pálcát arra használják, hogy a páncélterembe teleportáljanak, és ellopják Forge gazdagságát. Amikor azonban beszivárognak a páncélterembe, kiderül, hogy az üres, így Edgin és a többiek rájönnek, hogy Forge Sofinával együttműködve egy ősi rituálét hajtott végre, hogy a játékokon a résztvevőket zombi rabszolgáivá változtassa egy mágikus tárgy segítségével, amelyet az eredeti rajtaütés során lopott el, miközben Forge megszökik a gazdagsággal.
Edgin meggyőzi Forge-ot, hogy az egójával játszva tegye be őket a játékba, így a csapat a verseny közben megmenekül. Visszatérve a hajóhoz, ahová Forge a gazdagságát vitte, Forge bebizonyítja, hogy Edgin igazat mondott, amikor megfenyegeti Kirát, hogy meggyőzze Edgint a hajó átadásáról, csakhogy a csoport visszalopja a hajót. Szemtanújaként annak, hogy Sofina elkezdi a rituálét, Edgin úgy dönt, hogy vissza kell menniük és meg kell menteniük az embereket, a teleportációs bot segítségével pedig elszállítja Forge ellopott gazdagságát a hajóról, és szétteríti a városban, hogy kivonja az embereket a stadionból.
A vereségén feldühödve Sofina megtámadja a csoportot, de közben Simon fejlődött, így Sofina próbálkozása egy időmegállító varázslattal kudarcot vall. Ennek köszönhetően Kira egy láthatatlanná tevő medál segítségével egy anti-mágikus karkötőt helyezhet el Sofinán, hogy a csapat megölhesse őt. Közben Holga halálosan megsérül, de Edgin és Kira a tábla segítségével visszahozzák az életbe.
Miután Neverwinter helyreállt, a csapatot a birodalom hőseinek nyilvánítják, Forge pedig börtönbe kerül.

## Szereplők
| Szerep            | Színész            | Magyar hang     | Leírás |
| ----------------- | ------------------ | --------------- | --- |
| Edgin Darvis      | Chris Pine         | Zámbori Soma    | Bárd és a Hárfások egykori tagja |
| Holga Kilgore     | Michelle Rodriguez | Kéri Kitty      | Barbár, akit száműztek a Jávorszarvas törzsből. |
| Xenk Yendar       | Regé-Jean Page     | Novkov Máté     | Paladin, aki csak hajszál híján menekült meg a lich Szass Tam "hatalomra jutásától" Thayban, és ennek következtében "lassabban öregszik, mint egy normális ember". |
| Simon Aumar       | Justice Smith      | Penke Bence     | Vad varázsló, aki Elminster Aumar ősmágus leszármazottja. |
| Doric             | Sophia Lillis      | Staub Viktória  | Druida, akit egy tünde enklávé nevelt fel a Neverwinter erdejében.                                                                                                 |
| Forge Fitzwilliam | Hugh Grant         | Stohl András    | Ambiciózus szélhámos és csaló. |
| Sofina            | Daisy Head         | Mikecz Estilla  | Thay vörös varázslója, aki a nekromanciára összpontosít |
| Kira Darvis       | Chloe Coleman      | Hegedűs Johanna | Edgin lánya, aki apja bebörtönzése után két évig Forge, a gyámja befolyása alá került.                                                                             |

### Magyar változat
- Magyar szöveg: Speier Dávid
- Hangmérnök: Illés Gergely
- Vágó: Kajdácsi Brigitta
- Gyártásvezető: Kincses Tamás
- Szinkronrendező: Tabák Kata
- Produkciós vezető: Hagen Péter

A szinkront a Mafilm Audio Kft. készítette.

## A film készítése
2013. május 7-én a Warner Bros. Pictures és Courtney Solomon Sweetpea Entertainmentje bejelentette, hogy a Dungeons & Dragons alapján filmet készítenek, amelynek forgatókönyvét David Leslie Johnson-McGoldrick írja, a producerek pedig Roy Lee, Alan Zeman és Solomon. Két nappal később a Hasbro pert indított, melyben azt állította, hogy a Universal Pictures társproducere egy Dungeons & Dragons filmet készít, melynek írója és rendezője Chris Morgan lesz. 2015. augusztus 3-án, miután Dolly Gee amerikai kerületi bíró felszólította a Sweetpea Entertainmentet és a Hasbrót, hogy egyezzenek meg a filmjogok ügyében, a Warner Bros. filmjét a Hasbroval közösen kezdték el előgyártani. 2016. március 31-én Rob Lettermannel folytak tárgyalások Johnson-McGoldrick forgatókönyvének rendezéséről, 2016. május 13-án pedig megerősítették a szerepét. 2017 áprilisában Joe Manganiello színész, a Dungeons & Dragons lelkes rajongója elárulta, hogy John Cassellel közösen írt egy forgatókönyvet a projekthez, és "minden megfelelő féllel tárgyalnak" a film megvalósítása érdekében. A forgatókönyv elkészülte után Manganiello együttműködött Brad Peytonnal és Dwayne Johnsonnal, akik mindketten tárgyalásban álltak a film fejlesztéséről.
2017 decemberében a filmet a Hasbro különböző fokú előrehaladás után a Paramount Pictureshöz költöztette, és a tervek szerint 2021. július 23-án mutatták volna be. 2018 februárjában a Paramount tárgyalásokat folytatott Chris McKay-jel és Michael Gilióval is a film rendezéséről, illetve írásáról. 2019 márciusában kiderült, hogy Gilio elkészült az első vázlattal, és a stúdió vezetői izgatottságukat fejezték ki a filmmel kapcsolatban. 2019. július 30-án Jonathan Goldstein és John Francis Daley rendezőkkel tárgyaltak, miután otthagyták a Flash – A Villám című filmet.

### Forgatás
A forgatás 2021. április elején kezdődött 60-70 fős stábbal Izlandon. Még ugyanebben a hónapban Belfastban is forgattak. 2021. augusztus 19-én fejeződött be a forgatás.